# NGC 6467
NGC 6467 је спирална галаксија у сазвежђу Херкул која се налази на NGC листи објеката дубоког неба.
Деклинација објекта је + 17° 32' 18" а ректасцензија 17h 50m 40,1s. Привидна величина (магнитуда) објекта NGC 6467 износи 13,3 а фотографска магнитуда 14,2. NGC 6467 је још познат и под ознакама UGC 11004, CGCG 112-58, NPM1G +17.0638, PGC 60972.